# 74 okubun no 1 no kimi e
„74 okubun no 1 no kimi e” (jap. 74億分の1の君へ) – siódmy singel japońskiego zespołu HKT48, wydany w Japonii 13 kwietnia 2016 roku przez Universal Music.
Singel został wydany w czterech edycjach: trzech regularnych (Type A, Type B, Type C) oraz „teatralnej” (CD). Osiągnął 1 pozycję w rankingu Oricon i pozostał na liście przez 14 tygodni. Singel zdobył status platynowej płyty.

## Lista utworów
Wszystkie utwory zostały napisane przez Yasushiego Akimoto.

### Type A
| CD | CD                                                               | CD            | CD                   | CD      |
| Nr | Tytuł utworu                                                     | Kompozycja    | Aranżacja            | Długość |
| -- | ---------------------------------------------------------------- | ------------- | -------------------- | ------- |
| 1. | „74 okubun no 1 no kimi e” (jap. 74億分の1の君へ)                | Saimon        | Yūichi "Masa" Nonaka | 4:05    |
| 2. | „Chain of love”                                                  | Kōji Gotō     | Ikuta Machine        | 4:12    |
| 3. | „Taboo no iro” (jap. タブーの色) (wyk. SakuraHaruka)             | Keiichi Kondō | Keiichi Kondō        | 4:45    |
| 4. | „74 okubun no 1 no kimi e” (jap. 74億分の1の君へ) (Instrumental) | Saimon        | Yūichi "Masa" Nonaka | 4:05    |
| 5. | „Chain of love” (Instrumental)                                   | Kōji Gotō     | Ikuta Machine        | 4:12    |
| 6. | „Taboo no iro” (jap. タブーの色) (Instrumental)                  | Keiichi Kondō | Keiichi Kondō        | 4:45    |

| DVD | DVD                                                                                        | DVD     |
| Nr  | Tytuł utworu                                                                               | Długość |
| --- | ------------------------------------------------------------------------------------------ | ------- |
| 1.  | „74 okubun no 1 no kimi e” (jap. 74億分の1の君へ) (Music Video)                            |         |
| 2.  | „Taboo no iro” (jap. タブーの色) (Music Video)                                             |         |
| 3.  | „Nihon ichi Spot Mystery Bus Tour Vol. 1” (jap. 日本一スポット ミステリーバスツアー Vol.1) |         |

### Type B
| CD | CD                                                                | CD                | CD                   | CD      |
| Nr | Tytuł utworu                                                      | Kompozycja        | Aranżacja            | Długość |
| -- | ----------------------------------------------------------------- | ----------------- | -------------------- | ------- |
| 1. | „74 okubun no 1 no kimi e” (jap. 74億分の1の君へ)                 | Saimon            | Yūichi "Masa" Nonaka | 4:05    |
| 2. | „Chain of love”                                                   | Kōji Gotō         | Ikuta Machine        | 4:12    |
| 3. | „HKT-jō, ima, ugoku” (jap. HKT城、今、動く) (wyk. Platinum Girls) | Takehiko Tokunaga | Seiji Mutō           | 4:49    |
| 4. | „74 okubun no 1 no kimi e” (jap. 74億分の1の君へ) (Instrumental)  | Saimon            | Yūichi "Masa" Nonaka | 4:05    |
| 5. | „Chain of love” (Instrumental)                                    | Kōji Gotō         | Ikuta Machine        | 4:12    |
| 6. | „HKT-jō, ima, ugoku” (jap. HKT城、今、動く) (Instrumental)        | Takehiko Tokunaga | Seiji Mutō           | 4:49    |

| DVD | DVD                                                                                        | DVD     |
| Nr  | Tytuł utworu                                                                               | Długość |
| --- | ------------------------------------------------------------------------------------------ | ------- |
| 1.  | „74 okubun no 1 no kimi e” (jap. 74億分の1の君へ) (Music Video)                            |         |
| 2.  | „HKT-jō, ima, ugoku” (jap. HKT城、今、動く) (Music Video)                                  |         |
| 3.  | „Nihon ichi Spot Mystery Bus Tour Vol. 2” (jap. 日本一スポット ミステリーバスツアー Vol.2) |         |

### Type C
| CD | CD                                                                                                   | CD         | CD                   | CD      |
| Nr | Tytuł utworu                                                                                         | Kompozycja | Aranżacja            | Długość |
| -- | --- | ---------- | -------------------- | ------- |
| 1. | „74 okubun no 1 no kimi e” (jap. 74億分の1の君へ)                                                    | Saimon     | Yūichi "Masa" Nonaka | 4:05    |
| 2. | „Chain of love”                                                                                      | Kōji Gotō  | Ikuta Machine        | 4:12    |
| 3. | „Einstein yori Dianna Agron” (jap. アインシュタインよりディアナ・アグロン) (wyk. NakoMiku & MeruMio) | FIREWORKS  | FIREWORKS            | 4:34    |
| 4. | „74 okubun no 1 no kimi e” (jap. 74億分の1の君へ) (Instrumental)                                     | Saimon     | Yūichi "Masa" Nonaka | 4:05    |
| 5. | „Chain of love” (Instrumental)                                                                       | Kōji Gotō  | Ikuta Machine        | 4:12    |
| 6. | „Einstein yori Dianna Agron” (jap. アインシュタインよりディアナ・アグロン) (Instrumental)            | FIREWORKS  | FIREWORKS            | 4:34    |

| DVD | DVD                                                                                      | DVD     |
| Nr  | Tytuł utworu                                                                             | Długość |
| --- | ---------------------------------------------------------------------------------------- | ------- |
| 1.  | „74 okubun no 1 no kimi e” (jap. 74億分の1の君へ) (Music Video)                          |         |
| 2.  | „Einstein yori Dianna Agron” (jap. アインシュタインよりディアナ・アグロン) (Music Video) |         |
| 3.  | „Nihon ichi atsui gachinko Survival Game” (jap. 日本一熱いガチンコ サバイバルゲーム)     |         |

### Wer. teatralna
| CD | CD                                                                                     | CD              | CD                   | CD      |
| Nr | Tytuł utworu                                                                           | Kompozycja      | Aranżacja            | Długość |
| -- | -------------------------------------------------------------------------------------- | --------------- | -------------------- | ------- |
| 1. | „74 okubun no 1 no kimi e” (jap. 74億分の1の君へ)                                      | Saimon          | Yūichi "Masa" Nonaka | 4:05    |
| 2. | „Chain of love”                                                                        | Kōji Gotō       | Ikuta Machine        | 4:12    |
| 3. | „Zuuzuushi-sa o kashite chōdai” (jap. 図々しさを貸してちょうだい) (wyk. Diamond Girls) | Takafumi Fujino | Makoto Wakatabe      | 4:23    |
| 4. | „74 okubun no 1 no kimi e” (jap. 74億分の1の君へ) (Instrumental)                       | Saimon          | Yūichi "Masa" Nonaka | 4:05    |
| 5. | „Chain of love” (Instrumental)                                                         | Kōji Gotō       | Ikuta Machine        | 4:12    |
| 6. | „Zuuzuushi-sa o kashite chōdai” (jap. 図々しさを貸してちょうだい) (Instrumental)       | Takafumi Fujino | Makoto Wakatabe      | 4:23    |

## Skład zespołu
| „74 okubun no 1 no kimi e” |
| --- |
| - HKT48 Team H: Chihiro Anai, Yui Kojina, Riko Sakaguchi, Rino Sashihara, Meru Tashima, Natsumi Tanaka, Miku Tanaka, Natsumi Matsuoka - HKT48 Team H / AKB48 Team K: Haruka Kodama (środek) - HKT48 Team H / AKB48 Team B: Nako Yabuki - HKT48 Team KIV: Aika Ōta, Mai Fuchigami, Madoka Moriyasu - HKT48 Team KIV / AKB48 Team A: Sakura Miyawaki - HKT48 Team KIV / AKB48 Team 4: Mio Tomonaga - HKT48 Kenkyūsei: Hana Matsuoka |

| „Chain of love” |
| --- |
| - HKT48 Team H: Chihiro Anai, Haruka Ueno (środek), Yui Kojina, Riko Sakaguchi, Rino Sashihara, Meru Tashima, Miku Tanaka, Natsumi Matsuoka - HKT48 Team H / AKB48 Team K: Haruka Kodama - HKT48 Team H / AKB48 Team B: Nako Yabuki - HKT48 Team KIV: Aika Ōta, Mai Fuchigami, Madoka Moriyasu - HKT48 Team KIV / AKB48 Team A: Sakura Miyawaki - HKT48 Team KIV / AKB48 Team 4: Mio Tomonaga - HKT48 Kenkyūsei: Misaki Aramaki |

| „Taboo no iro”                                                                                |
| --------------------------------------------------------------------------------------------- |
| - HKT48 Team H / AKB48 Team K: Haruka Kodama - HKT48 Team KIV / AKB48 Team A: Sakura Miyawaki |

| „HKT-jō, ima, ugoku” |
| --- |
| - Team H: Yuka Akiyoshi, Yuriya Inoue, Naoko Okamoto, Hiroka Komada, Mao Yamamoto, Haruka Wakatabe - Team KIV: Nao Ueki, Yuki Shimono, Yuka Tanaka, Asuka Tomiyoshi, Anna Murashige, Aoi Motomura - Kenkyūsei: Misaki Aramaki, Sae Kurihara, Vivian Murakawa (środek), Emiri Yamashita |

| „Einstein yori Dianna Agron” |
| --- |
| - HKT48 Team H: Meru Tashima (środek), Miku Tanaka - HKT48 Team H / AKB48 Team B: Nako Yabuki - HKT48 Team KIV / AKB48 Team 4: Mio Tomonaga (środek) |

| „Zuuzuushi-sa o kashite chōdai” |
| --- |
| - Team H: Mashiro Ui, Haruka Ueno, Marina Yamada - Team KIV: Mina Imada, Shino Iwahana, Serina Kumazawa, Maiko Fukagawa - Kenkyūsei: Maria Imamura, Erena Sakamoto, Riko Tsutsui, Hazuki Hokazono, Yuna Yamauchi |

## Notowania
| Lista                             | Pozycja |
| --------------------------------- | ------- |
| Oricon Weekly Singles Chart       | 1       |
| Oricon Yearly Singles Chart       | 20      |
| Billboard Japan Hot 100           | 1       |
| Billboard Japan Hot Singles Sales | 1       |

## Sprzedaż
| Dane wg         | Sprzedaż |
| --------------- | -------- |
| Oricon          | 305 137  |
| Billboard Japan | 379 439+ |